# بطولة كاريوكا 1941
بطولة كاريوكا 1941 هو موسم من بطولة كاريوكا. كان عدد الأندية المشاركة فيه 10، وفاز فيه نادي فلومينينسي.